# 13933 Чарлвілль
13933 Чарлвілль (13933 Charleville) — астероїд головного поясу, відкритий 2 листопада 1988 року.
Тіссеранів параметр щодо Юпітера — 3,305.